# Sarothrogastra
Sarothrogastra is een kevergeslacht uit de familie van de boktorren (Cerambycidae). De wetenschappelijke naam van het geslacht werd voor het eerst geldig gepubliceerd in 1881 door Karsch.

## Soorten
Sarothrogastra omvat de volgende soorten:
- Sarothrogastra edulis (Karsch, 1881)
- Sarothrogastra feai (Lameere, 1912)
- Sarothrogastra leonardi (Lameere, 1912)
- Sarothrogastra whitei (Lameere, 1903)